# Brouay

Brouay este o comună în departamentul Calvados, Franța. În 1 ianuarie 2018 avea o populație de 489 de locuitori.